# Tor Jevne
Tor Jevne (ur. 21 listopada 1928 w Lillehammer, zm. 24 maja 2001) – norweski piłkarz występujący na pozycji napastnika.

## Kariera klubowa
W swojej karierze Jevne występował w zespole Skeid.

## Kariera reprezentacyjna
W reprezentacji Norwegii Jevne rozegrał dwa spotkania. Zadebiutował w niej 10 czerwca 1952 w przegranym 1:2 towarzyskim meczu z Finlandią. Po raz drugi wystąpił w niej natomiast 19 czerwca 1952 w wygranym 3:1 pojedynku Mistrzostw Nordyckich z Danią, w którym strzelił też gola. W tym samym roku znalazł się w kadrze na Letnie Igrzyska Olimpijskie, zakończone przez Norwegię na pierwszej rundzie.